# Trochosa werneri
Trochosa werneri este o specie de păianjeni din genul Trochosa, familia Lycosidae. A fost descrisă pentru prima dată de Roewer, 1960.
Este endemică în Algeria. Conform Catalogue of Life specia Trochosa werneri nu are subspecii cunoscute.